# Hommelvik
Das Dorf Hommelvik ist das Verwaltungszentrum der Kommune Malvik in der Provinz Trøndelag in Norwegen. Der Ort hat 5925 Einwohner (Stand: 1. Januar 2024).

## Geografie
Hommelvik befindet sich etwa 24 km östlich des Stadtzentrums von Trondheim und 6 km südwestlich des Flughafens Trondheim. Der Ort liegt am Südufer der Hommelvika, einer Bucht am südlichen Rand des Stjørdalsfjords, einem östlichen Ausläufer des Åsenfjords, der wiederum ein Teilabschnitt des Trondheimfjords ist. Der Fluss Homla durchquert den Ort von Süden nach Norden und mündet in die Hommelvika. 

## Der Ort

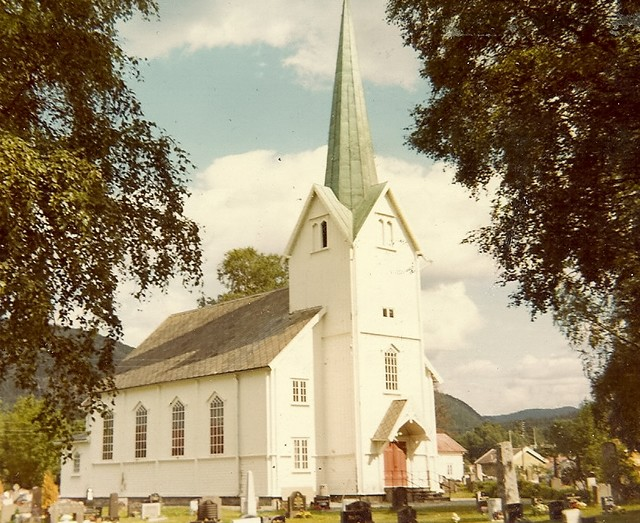
Kirche von Hommelvik (erbaut 1886)

Die Einwohnerzahl betrug 5590 im Jahre 2020. Der einst von Industrie und Handwerk geprägte Ort ist heute Verwaltungs- und Dienstleistungszentrum.

## Verkehr
Die Europastraße 6 (Abschnitt Trondheim–Narvik) führt unmittelbar südlich um den Ort herum. 

Die von der Vy betriebene Bahnstrecke Trondheim–Storlien hat auf der Strecke zwischen Trondheim und dem Flughafen einen Haltepunkt in Hommelvik. Hier ereignete sich während der deutschen Besetzung Norwegens im Zweiten Weltkrieg ein schwerer Unfall, bei dem 22 Menschen starben und etwa 45 darüber hinaus verletzt wurden. 

## Persönlichkeiten
- Johan Nygaardsvold (1879–1952), Politiker
- Thomas Byberg (1916–1998), Eisschnellläufer